# Federation of American Scientists
Federation of American Scientists, FAS, är en ideell organisation, som utifrån grundtanken att vetenskap och ingenjörskonst är av central betydelse för många viktiga samhällsfrågor, arbetar med att föra in en vetenskaplig syn i den politiska debatten och påverka så att vetenskapen används på ett gott sätt. FAS grundades i USA 1945 av vetenskapsmän från Manhattanprojektet, efter att de sett hur deras uppfinning atombomben använts på ett förödande sätt som de inte tänkt sig när de arbetat i projektet.
FAS arbetade inledningsvis med frågor kopplade till kärnvapen och kärnkraft, men har senare utökat arbetsområdena. De tre huvudområdena är: Energi och miljö, Utbildning och Strategisk säkerhet.